# Валична Вас
Валична Вас (словен. Valična vas) — поселення в общині Іванчна Гориця, Осреднєсловенський регіон, Словенія. Висота над рівнем моря: 393,6 м.